# شاهرخ دولکو
شاهرخ دولکو (متولد ۱ آبان ۱۳۴۳ در اهواز) منتقد سینما، فیلم‌نامه‌نویس و کارگردان اهل کشور ایران است. وی به عنوان منتقد با ماهنامه فیلم همکاری داشته است. تحصیلات وی در زمینهٔ تدوین و ادبیات دراماتیک می‌باشد.

## فیلم‌شناسی
کارگردان:
- بازگشت (تله فیلم) -۱۳۷۸
- وقتی بهار می‌آید (تله فیلم) -۱۳۸۸
- گام‌های معلق (تله فیلم) -۱۳۸۹
- فولاد سرد (تله فیلم) -۱۳۸۹[۳]
- متأسفانه (فیلم کوتاه) -۱۳۹۴[۴]

بازیگر:
- سینما سینماست -۱۳۷۶

فیلم‌نامه‌نویس:
- خواب لیلا -۱۳۸۶